# Eva Krížiková
Eva Krížiková, provdaná Eva Zvaríková (15. července 1934, Račišdorf – 31. března 2020, Malacky) byla slovenská herečka, manželka herce Františka Zvaríka a sestřenice Milana Lasici.
Vystudovala herectví na Státní konzervatoři. Rok působila v Armádním divadle v Martině (1953–1954), následně přešla do Slovenského národního divadla (od r. 1954), kde působila celý život jako členka souboru a ve kterém odehrála velké množství postav. Účinkovala v mnoha televizních inscenacích, zábavných i publicistických pořadech a ve filmech už od svého mládí. Vynikla jako interpretka komediálních, ale i tragických postav.

## Filmografie
- 1952 Lazy se pohly (neuvedena)
- 1953 V pátek třináctého (Olga Rebrová)
- 1955 Čtverylka (Darinka)
- 1956 Čert nespí (Olinka)
- 1958 Statečný zloděj (slečna Věrka)
- 1959 Kapitán Dabač (Bůrikova vnučka)
- 1960 Na pochodu se vždy nezpívá (Kadarková)
- 1965 Smrt přichází v dešti (Milenka pána Holeše)
- 1973 Srdce na laně (Sedláková)
- 1976 Červené víno (Filomena)
- 1976 Pozor, jede Josefina... (Štefa)
- 1977 Kamarádka Šuška (Hroncová)
- 1977 Rača – lásko má (Darinina matka)
- 1982 Předčasné léto (profesorka matematiky)
- 1984 Kouzelníkův návrat (Strejcová)
- 1985 Perinbaba (hlasové herectví – titulní role)
- 1989 Volná noha (Vichnárová)
- 1994 V erbu lvice (Madalena)
- 1996 Suzanne (stará Anča)

### Televizní a rozhlasová tvorba
- 1969 Pštrosí večírek (televizní inscenace)
- 1975 Léto s Katkou (rodinný televizní seriál)
- 1989 Noční zpěv (televizní inscenace)
- 1993 Tak už dost (publicistický televizní pořad o dietách a hubnutí)

Byla populární herečkou televizních Bakalářů či pořadu Vtipnější vyhrává. Účinkovala v řadě zábavných rozhlasových pořadů, byla pravidelně v silvestrovských estrádách Československého rozhlasu a ztvárnila hlavní postavu v původním rozhlasovém seriálu Králikovci (1994–2013).

## Ocenění
| Rok                                                 | Nominované dílo                     | Ocenění                                   | Kategorie                       | Výsledek | Výsledek |
| --------------------------------------------------- | ----------------------------------- | ----------------------------------------- | ------------------------------- | -------- | -------- |
| 1972                                                | V podvečer (r. Bulyčovova žena)     | Cena Andreje Bagara                       | Cena Andreje Bagara             | Vítěz    | [ 3 ]    |
| 1977                                                | Umělkyně jmenovitě                  | Zlatý krokodýl                            | Zlatý krokodýl                  | Vítěz    | [ 4 ]    |
| 1978                                                | Račo – lásko má (r. Darinina matka) | Cena časopisu Život                       | - Nejsympatičtější herečka      | Vítěz    | [ 5 ]    |
| 2001                                                | Pobřeží (r. Nancy)                  | Cena Jozefa Kronere                       | - Bravurní herecký výkon        | Vítěz    | [ 6 ]    |
| 2001                                                | Umělkyně jmenovitě                  | Křišťálové křídlo                         | - Divadlo — Herečka             | Vítěz    | [ 7 ]    |
| 2002                                                | Umělkyně jmenovitě                  | Cena časopisu Slovenka                    | - Žena roka                     | Vítěz    | [ 8 ]    |
| 2004                                                | Babička (titulní role)              | Zázračný oříšek Piešťany                  | - Cena dětské poroty            | Vítěz    | [ 9 ]    |
| 2009                                                | Umělkyně jmenovitě                  | Cena Karla Čapka                          | Cena Karla Čapka                | Vítěz    | [ 10 ]   |
| 2011                                                | Umělkyně jmenovitě                  | Cena časopisu Slovenka                    | - Umění a kultura               | Vítěz    | [ 11 ]   |
| Ocenění za celoživotní zásluhy                      |                                     |                                           |                                 |          |          |
|                                                     | Umělkyně jmenovitě                  | Zasloužilá umělkyně                       | Zasloužilá umělkyně             | Uděleno  | [ 12 ]   |
| 2003                                                | Umělkyně jmenovitě                  | Osobnost televizní obrazovky              | - Síň slávy                     | Uděleno  | [ 13 ]   |
| 2005                                                | Umělkyně jmenovitě                  | Cena primátora města Bratislavy           | - Bronzová soška Rytíře Rolanda | Uděleno  | [ 14 ]   |
| 2005                                                | Umělkyně jmenovitě                  | DF Aničky Jurkovičové                     | - Květ Tálie                    | Uděleno  | [ 15 ]   |
| 2005                                                | Umělkyně jmenovitě                  | Cena Literárního fondu                    | - Celoživotní tvorba            | Uděleno  | [ 16 ]   |
| 2013                                                | Umělkyně jmenovitě                  | MFF Bratislava/Hlavní město SR Bratislava | - Filmový chodník slávy         | Uděleno  | [ 17 ]   |
| 2014                                                | Umělkyně jmenovitě                  | Pribinův kříž                             | - II. třída                     | Uděleno  | [ 18 ]   |
| Poznámka: Zkratka r označuje roli, nikoli režiséra. |                                     |                                           |                                 |          |          |